# حمام فرح‌آباد
حمام فرح آباد ساری مربوط به دوره قاجار است و در شهر ساری، بخش مرکزی، روستای فرح آباد واقع شده و این اثر در تاریخ ۱۰ بهمن ۱۳۸۳ با شمارهٔ ثبت ۱۱۳۴۷ به‌عنوان یکی از آثار ملی ایران به ثبت رسیده است.